# Tommy Streeter
Tommy Streeter (7 de octubre de 1988 en Miami, Florida) es un jugador de fútbol americano que ocupa la posición de Receptor y que milita en las filas de los Baltimore Ravens de la National Football League (NFL).Jugó fútbol americano colegial en la Universidad de Miami y fue considerada como una de las mejores perspectivas de Receptor del Draft de la NFL de 2012 antes de deslizarse hasta el fondo de la 6 ª ronda.

## Carrera universitaria
Como joven, Streeter lideró a los Miami Hurricanes en recepciones con 46, recibiendo para 811 yardas y 8 touchdowns .
El 5 de diciembre de 2011, Streeter anunció que iba a renunciar a su último año y entrar en el Draft de la NFL de 2012.

## Carrera profesional

### Baltimore Ravens
Streeter fue reclutado por los Baltimore Ravens en la sexta ronda, 198a global, del Draft de 2012 de la NFL. El 31 de agosto de 2012, fue colocado en la lista de lesionados debido a una lesión en el pie.
El 3 de febrero de 2013 los Baltimore Ravens derrotaron a San Francisco 49ers en la final del Super Bowl XLVII por 34-31